# Физо, Арман Ипполит Луи
Арман Ипполит Луи Физо́ (фр. Armand-Hippolyte-Louis Fizeau; 23 сентября 1819, Париж — 18 сентября 1896) — французский физик.
Член Парижской академии наук (1860), Бюро долгот (1878), иностранный член Лондонского королевского общества (1875).

## Биография
Физо, сын профессора парижского медицинского факультета, по окончании курса в Коллеже Станислава готовился к медицинской карьере, но очень слабое здоровье не позволило ему это осуществить. Физо посещал лекции Араго по астрономии, Реньо — по оптике и изучал литографированные курсы Политехнической школы. В возрасте 19 лет он занялся дагерротипией и уже через два года усовершенствовал в значительной мере дагерротипный процесс, применив хлористое золото и бромирование серебряного слоя.
Первые его труды были опубликованы в 1840—1841 годах в отчётах Парижской академии наук: «Image photographique sur metal fixée par un procédé qui n’altère ni la pureté, ni la viguere du dessin» («C. R.», X, 488) и «Emploi du brome dans la photographie sur plaques metalliques» («C. R.», XII, 1189). В этих заметках он первый указал приёмы, посредством которых можно было получать блестящее прочное дагерротипное изображение даже при сравнительно короткой экспозиции. Во время работы по дагерротипии Физо сдружился с Фуко. Воодушевляемые идеями Араго и лично поощряемые им в своих работах, они вскоре произвели совместно ряд замечательных оптических работ. В течение 3 лет (1844—1847) они исследуют сравнительное химическое действие на дагерротипную пластинку различных частей солнечного спектра и спектра вольтовой дуги и изобретают способ, как при помощи призмы обнаруживать интерференцию при большой разности хода лучей и применяют этот способ к исследованию хроматической поляризации в толстых кристаллических пластинках (полосы Физо и Фуко). Также, посредством спиртового термометра с чувствительностью 1/400°, они доказывают, что тепловые интерференционные максимумы и минимумы совпадают со световыми, и, наконец, они дают впервые кривую распределения тепловой энергии в призматическом солнечном спектре, обнаружив своим термометром в азокрасной части несколько фраунгоферовых линий (холодных).
После 1847 года Физо работал самостоятельно. В 1848 году Физо в статье «Des effets du mouvement sur le ton des vibrations sonores et sur la longueur d’ondes des rayons de lumiere» («Bull. de la Societé philomatique», 1848; перепечатано в «Ann. de Ch. et de ph.», 1870) доказывал на простом акустическом опыте реальность принципа Доплера, и, проводя аналогию между тонами и цветами, Физо первый указал на смещение линий в спектрах небесных светил, если существует относительное перемещение (по направлению луча зрения) светового источника и наблюдателя. Примерный расчёт такого смещения Физо сделал уже в 1848 года для Венеры. Только 20 лет спустя, с развитием спектрального анализа, благодаря Хаггинсу (1868), Секки, Фогелю, Килеру и Белопольскому, метод Физо нашёл широкое применение в астрофизике.
В настоящее время принцип Доплера называют принципом Доплера-Физо. В 1849 году Физо предложил новый способ определения скорости света с помощью быстро вращающегося зубчатого колеса («С. R.», XXIX), созданного для него механиком Бреге и описанного во всех учебниках физики. В 1850 году Физо вместе с Эженом Гунелем (фр. Gounelle), опубликовали свои опыты над скоростью распространения электричества в телеграфных проволоках («С. R.», XXX). В 1851 году произвёл знаменитый свой опыт над влиянием на скорость света скорости движения материальной среды (воды). В 1853 году Физо обратил внимание на значение конденсатора, введённого в первичную цепь катушки Румкорфа.
В 1862 году (в «Ann. de Ch. et de Ph.», LXVI) Физо начал свои классические опыты над коэффициентами расширения твёрдых тел по методу интерференционных полос. Эти исследования имеют огромное значение для метрологических работ.
Большинство своих опытов Физо производил на личные средства. За оптические исследования Физо был премирован в 1866 году большой Румфордовской медалью. В 1864 году Физо был приглашён экзаменатором в Политехническую школу, но в 1867 году оставил школу, желая видеть на своём месте любимого своего ученика, Мари Альфреда Корню.
Его имя внесено в список величайших учёных Франции, помещённый на первом этаже Эйфелевой башни.
В 1970 году Международный астрономический союз присвоил имя Физо кратеру на обратной стороне Луны.